# 1-Aminopentane
1-Aminopentan là hợp chất hữu cơ có công thức hoá học là CH3(CH2)4NH2, được sử dụng làm dung môi, làm nguyên liệu trong sản xuất nhiều loại hợp chất khác, bao gồm thuốc nhuộm, chất nhũ hóa và các sản phẩm dược phẩm, và như một chất tạo mùi hương.
Pentylamine xúc tác các phản ứng điển hình của các alkyl amin đơn giản khác. Giống như các amin béo đơn giản khác, pentylamin là một base yếu: pKa của [CH3(CH2)4NH3]+ là 10,21.